# کارامالی-گوبه‌یوو
کارامالی-گوبه‌یوو (انگلیسی: Karamaly-Gubeyevo) یک شهرک در شهرستان تویمازینسکی استان باشقیرستان کشور روسیه است.